# Sifnos
Sifnos é uma ilha grega do arquipélago das Cíclades no sudoeste do Mar Egeu. Tem área de 73 quilômetros quadrados,[a] com comprimento máximo de 17 quilômetros e largura máxima de oito. Segundo censo de 2019, havia 2 570 habitantes, e recebe bastantes turistas. Sua localidade mais importante é Apolônia. A ilha é conhecida por sua cerâmica.